# Salomonsmerel
De salomonsmerel (Turdus kulambangrae) is een zangvogel uit de familie Turdidae (lijsters). Eerder werd deze vogel beschouwd als een ondersoort van de eilandmerel (T. poliocephalus).

## Verspreiding en leefgebied
Deze vogel komt voor in de bergen van de Salomonseilanden en telt twee ondersoorten:
- T. k. kulambangrae: Kolombangara.
- T. k. sladeni: Guadalcanal.